# FourCC
FourCC (ang. Four-Character Code) – sekwencja czterech bajtów używanych do jednoznacznej identyfikacji formatu danego pliku. Stworzony na potrzeby systemów operacyjnych, wprowadzony początkowo w oprogramowaniu komputerów Macintosh, a następnie zaadaptowany na potrzeby komputerów Amiga i producenta oprogramowania Electronic Arts. Później został zmodyfikowany w celu obsługi kompresji plików w  produktach QuickTime i DirectShow.
W 1985 Electronic Arts przedstawiło Interchange File Format (IFF), była to rodzina formatów stworzona pierwotnie na komputery Amiga. Pliki składały się z sekwencji fragmentów, które mogły zawierać dowolne dane, a każdy z nich poprzedzony był czterobajtowym identyfikatorem. IFF zostało zaadaptowane przez wielu producentów oprogramowania np. Microsoft do utworzenia formatów AVI i WAV. Microsoft użył FourCC również do identyfikacji formatów w bibliotekach DirectX, a ściślej w DirectShow i DirectX Graphics.
Jednym z najbardziej znanych zastosowań FourCC są kodeki wideo używane w formacie AVI. Jako kontener, AVI pozwala określić przy pomocy FourCC wykorzystany do kompresji kodek np. DivX, Xvid, h.264 itd. Ta sama zasada dotyczy kodeków audio w formatach AVI i WAV oraz plików typu PNG, 3DS i MIDI.